# ویلیام جوسلین آرکل
ویلیام جوسلین آرکل (انگلیسی: William Joscelyn Arkell; ۹ ژوئن ۱۹۰۴ – ۱۸ آوریل ۱۹۵۸) دانشمند در زمینه ژوراسیک، دیرینه‌شناسی، و چینه‌شناسی اهل بریتانیا بود.
وی همچنین برندهٔ جوایزی همچون همکار انجمن سلطنتی شده‌است.